# كورميانسكو
كورميانسكو (بالبلغارية: Кормянско)‏ قرية تقع إدارياً ضمن Sevlievo ‏ في بلغاريا. ويبلغ عدد سكانها 636 نسمة حسب تعداد 15 مارس 2015. تعتمد كورميانسكو للبريد على الرمز البريدي 5433 وللاتصالات على رمز الاتصال الهاتفي المحلي 06733.